# Carlo VI di Francia
Carlo VI di Valois, detto il Beneamato o anche il Folle (francese: Charles VI le Bien-Aimé o le Fou; Parigi, 3 dicembre 1368 – Parigi, 21 ottobre 1422), è stato re di Francia della dinastia dei Valois dal 1380 al 1422.
Figlio di Carlo V di Francia e di Giovanna di Borbone, ereditò il trono all'età di undici anni, nel bel mezzo della guerra dei cent'anni. Il governo fu affidato ai duchi suoi zii: Filippo II di Borgogna, Giovanni di Berry, Luigi I d'Angiò e Luigi II di Borbone. Sebbene la maggiore età per regnare fosse a 14 anni, i duchi mantennero il potere fino a quando Carlo non se lo riprese all'età di ventuno anni.
Durante la reggenza dei quattro zii le risorse finanziarie del regno, pazientemente costruite dal padre Carlo V, vennero sprecate per il profitto personale dei duchi, i cui interessi erano spesso divergenti o addirittura contrastanti tra loro. Per rifornire la tesoreria reale furono applicate nuove tasse, causando diverse rivolte. Nel 1388 Carlo VI licenziò i suoi zii e riportò al potere gli ex consiglieri del padre, conosciuti come Marmouset. Le condizioni politiche ed economiche del regno migliorarono in modo significativo e Carlo guadagnò fra il popolo l'epiteto di «Beneamato». Ma nell'agosto del 1392, durante un viaggio verso la Bretagna con il suo esercito, esattamente nella foresta di Le Mans, Carlo ebbe un improvviso attacco di follia e uccise quattro cavalieri, rischiando di ammazzare anche suo fratello Luigi d'Orléans.
Da quel momento le crisi di follia del sovrano divennero sempre più frequenti e di maggiore durata. Durante questi attacchi aveva delle allucinazioni, credendo di essere fatto di vetro o negando di avere una moglie e dei figli. Arrivava anche ad attaccare i servi, a correre fino allo sfinimento o a piangere, come se fosse minacciato dai suoi nemici. Si ipotizza che potesse soffrire di schizofrenia paranoide. Tra le varie crisi vi erano anche degli intervalli di mesi durante i quali Carlo risultava relativamente in sé. Tuttavia, essendo incapace di concentrarsi o di prendere decisioni, il potere politico fu preso dai principi del sangue, importanti nobili francesi che erano anche suoi parenti stretti, le cui rivalità e controversie causarono una guerra civile nel regno.
Una feroce lotta per il potere si sviluppò tra Luigi, duca d'Orléans, fratello del re, e Giovanni Senza Paura, duca di Borgogna, cugino del re. Quando Giovanni istigò l'omicidio di Luigi nel novembre del 1407, il conflitto degenerò in una guerra civile tra gli Armagnacchi (i sostenitori della Casa di Valois) e i Borgognoni. Giovanni offrì vasti territori francesi a re Enrico V d'Inghilterra, che era ancora in guerra con la monarchia Valois, in cambio del suo sostegno. In seguito all'assassinio del duca di Borgogna, suo figlio Filippo il Buono portò Carlo VI a firmare il Trattato di Troyes (1420), che diseredava la sua prole e riconosceva Enrico V come suo legittimo successore sul trono di Francia.
Quando Carlo VI morì, la successione fu però rivendicata dal figlio Carlo VII, che si trovò a fronteggiare la fase finale della Guerra dei cent'anni.

## Biografia

### Giovinezza
Figlio di re Carlo V e Giovanna di Borbone, il giovane Carlo nacque a Parigi il 3 dicembre 1368, due anni dopo la morte del fratello maggiore e primo erede al trono, Giovanni. Al momento della nascita ricevette in appannaggio dal padre la provincia del Delfinato, divenendo il primo nella storia a portare il titolo di delfino. Si hanno poche informazioni riguardo alla sua infanzia.

### Reggenza

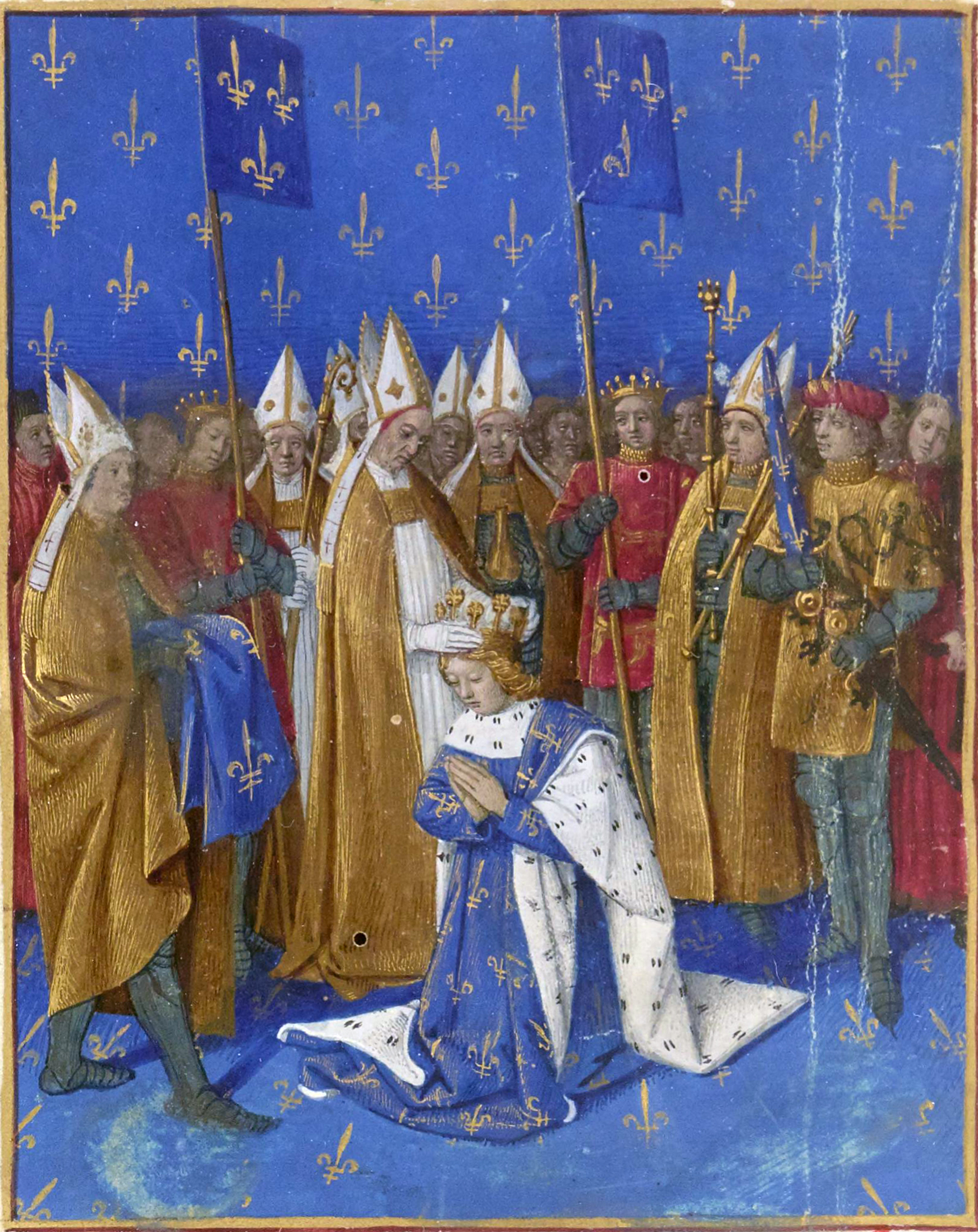
I reggenti fecero incoronare velocemente Carlo VI per prendere il potere a scapito dei consiglieri di Carlo V. Miniatura tratta da Les Grandes Chroniques de France di Jean Fouquet, 1455-1460 circa.

Carlo ereditò il regno dal padre all'età di dodici anni. Il nuovo sovrano era considerato ancora minorenne per regnare, secondo l'ordinanza del 1374 che aveva stabilito la maggior età a partire dai 14 anni. Anticipando la possibilità che suo figlio non fosse abbastanza grande per poter governare da solo, Carlo V aveva creato un sistema che impedisse ai suoi fratelli di monopolizzare il potere. La regina avrebbe avuto la custodia dei figli reali, ma non il governo del regno. Lo zio più anziano, Luigi I d'Angiò avrebbe avuto il governo, ma non il controllo delle finanze. La maggior parte del reddito reale sarebbe stato assegnato ai bambini e quindi alla regina. Tutti i matrimoni dei figli sarebbero stati fatti solo dopo un accordo del Consiglio di reggenza, compresi Giovanni di Berry e Filippo II di Borgogna, suo cugino Luigi II di Borbone e la sovrana.
Quando Carlo V morì, nel 1380, la regina Giovanna lo aveva già preceduto nella tomba per delle complicazioni al momento del parto. A quel punto la reggenza passò al duca d'Angiò e la custodia dei Fils de France al duca di Borgogna. Guidato dalla sua avidità, il duca Luigi sconfinò le sue prerogative prendendo il potere sul tesoro reale con la forza. I suoi fratelli e cugini lo spinsero a riconoscere la maggior età del re il 2 ottobre successivo.
Carlo VI venne così incoronato re di Francia nella Cattedrale di Reims il 4 novembre 1380. La reggenza durò nominalmente solo due mesi. Fu l'anticardinale Pierre Aycelin de Montaigut, già consigliere di Carlo V, a porre il problema in un'assemblea del Consiglio tenutasi a Reims il 3 novembre di quell'anno: l'arcivescovo di Reims propose il conferimento dei pieni poteri a Carlo VI, e così fecero gli uomini d'arme presenti; la proposta venne accettata. Il 30 novembre 1380 fu istituito un sistema collegiale di governo nel quale gli zii ottennero la direzione del Consiglio, all'interno del quale vi erano collocati 12 membri in rappresentanza dei reggenti.
Gli zii del re destituirono i consiglieri di Carlo V e condivisero la reggenza, e quindi le entrate fiscali, fino al 1388. Da allora in poi i loro ducati divennero de facto indipendenti. Luigi d'Angiò, per la sua primogenitura, disponeva del potere, Filippo di Borgogna si occupava dagli affari nelle Fiandre, Giovanni di Berry doveva gestire il suo immenso appannaggio che rappresentava un terzo del regno. Il duca d'Angiò aveva pieni poteri; tuttavia, il duca di Borgogna, avendo la custodia dei bambini aveva una carta importante da giocare, ispirando la politica del sovrano.
Con la prima decisione, il Gran Consiglio accettò le dimissioni del Cancelliere d'Orgemon, che secondo i cronisti di quel tempo lasciò l'incarico «in attesa delle disgrazie che si sarebbero abbattute sullo Stato» e il Vescovo Bove fu nominato al suo posto. Fu confermato nella carica di Conestabile di Francia, Olivier de Clisson, nominato in questa posizione dal defunto re.

### Il re impazzisce

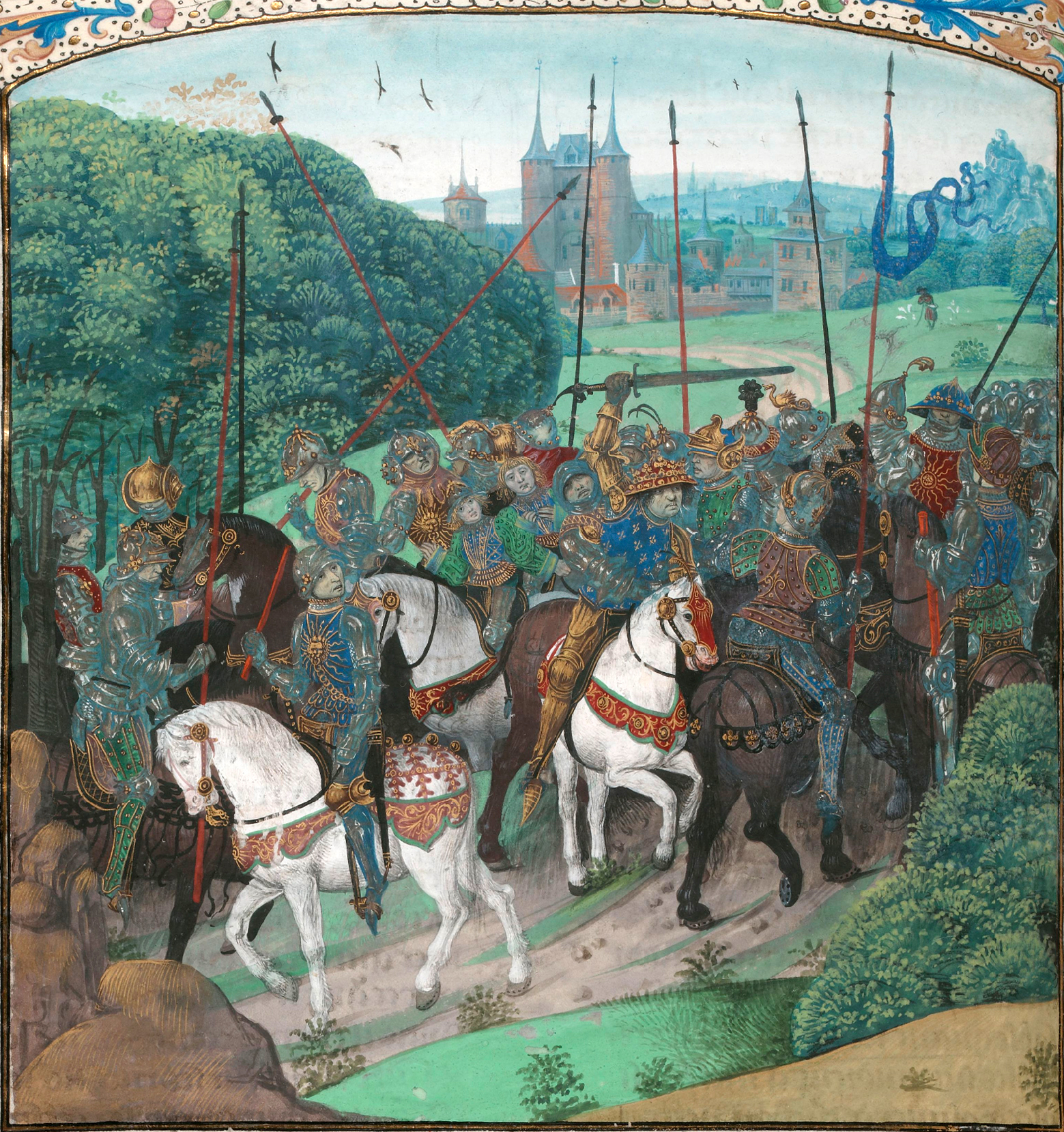
Il primo episodio di pazzia di Carlo VI a Le Mans, mentre attacca i suoi cavalieri.

La prima crisi di cui si ha notizia si verificò nel 1392, quando il suo amico e consigliere Olivier V de Clisson fu vittima di un tentativo di omicidio. Sebbene Clisson fosse sopravvissuto, Carlo fu risoluto nel punire il presunto assassino, Pierre de Craon, il cui mandante era Filippo l'Ardito di Valois, che si rifugiò in Bretagna. I contemporanei riferiscono di un re palesemente sovraeccitato all'idea di iniziare la campagna e sconnesso nei suoi discorsi. Carlo VI partì con il suo esercito il 1º luglio 1392. I progressi militari erano lenti, quasi da far piombare il sovrano francese in una frenetica impazienza.

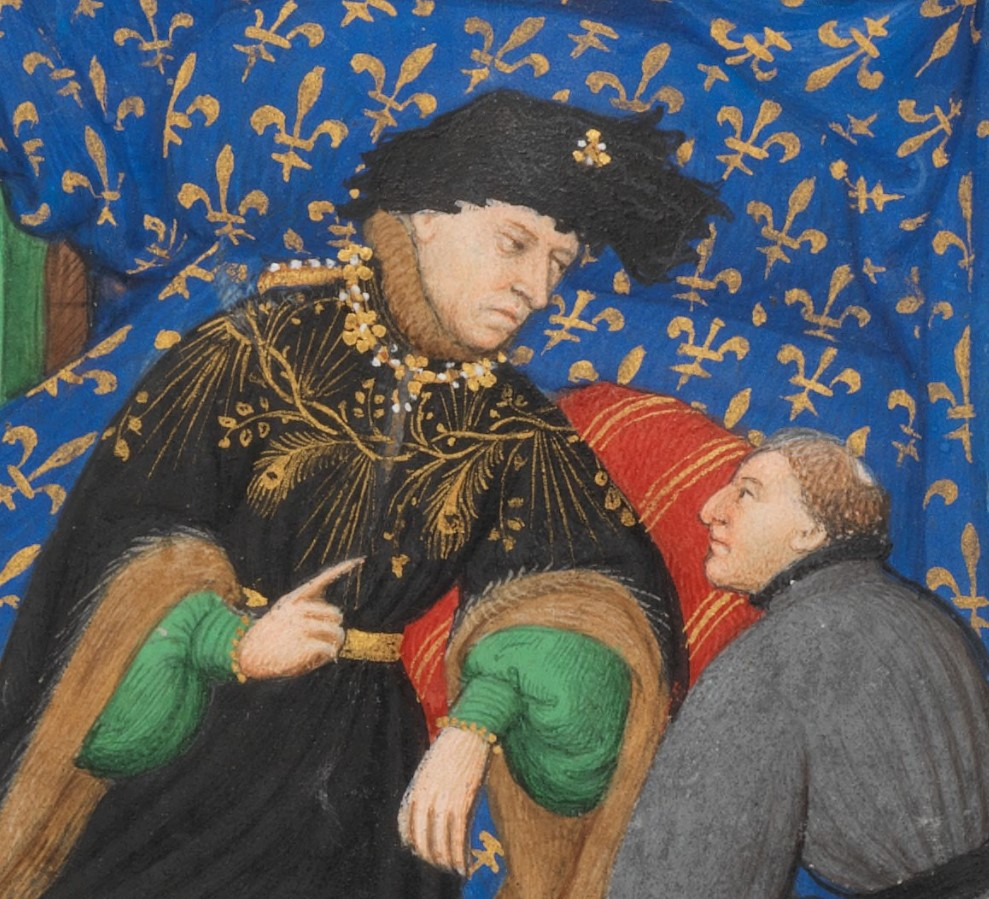
Dettaglio di miniatura de la Demandes à Charles VI che raffigura Carlo VI seduto sul letto mentre riceve Pierre Salmon. 1415 circa

Già nel 1389 fece riesumare il corpo del generale Bertrand du Guesclin, morto nove anni prima, affinché fosse seppellito nuovamente con tutti gli onori che, secondo il sovrano, meritava. Mentre viaggiava attraverso una foresta in una calda mattina di agosto, un uomo scalzo vestito di stracci si precipitò verso il cavallo del re e afferrò le briglie: «Non cavalcare oltre, nobile re! - urlò - Torna indietro! Sei stato tradito!» La scorta del sovrano percosse l'uomo, senza porlo in arresto, ed egli seguì il corteo per mezz'ora, ripetendo il monito lamentoso.
La compagnia uscì dal bosco a mezzogiorno. Un paggio, insonnolito dal sole, lasciò cadere la lancia del re, che risuonò fragorosamente contro un elmo trasportato da un altro paggio. Carlo rabbrividì, sguainò la spada e gridò «Avanti contro i traditori! Vogliono consegnarmi al nemico!». Il sovrano spronò il cavallo e cominciò a roteare la spada contro i suoi uomini, finché il ciambellano e un gruppo di soldati riuscirono ad afferrare la sua cavalcatura. Il re non reagì e venne facilmente disarcionato, riportando un gravissimo trauma cranico, che lo fece entrare in coma: rimase in tale stato quattro giorni. Di lui si prese cura un medico novantaduenne. Carlo aveva ucciso quattro cavalieri durante il suo delirio.
Lo zio di Carlo VI, Filippo II di Borgogna, assunse la reggenza sul posto, licenziando i consiglieri del nipote. Ciò fu il principio di una grossa ostilità che avrebbe diviso i monarchi francesi dai duchi di Borgogna per i successivi ottantacinque anni. Durante una crisi nel 1393, Carlo dimenticò il suo nome, ignorò di essere re e fuggì terrorizzato dalla moglie. Non riconobbe i figli, sebbene identificasse il fratello e i consiglieri e ricordasse i nomi delle persone defunte. Negli attacchi successivi egli vagò per il palazzo ululando come un lupo, si rifiutò di fare il bagno per mesi e soffrì dell'allucinazione di essere fatto di vetro. La leggenda dice che a Carlo VI sarebbero stati proposti i Tarocchi, che avevano appena fatto la loro comparsa in Europa, per mitigare la sua follia.

### Bal des Ardents

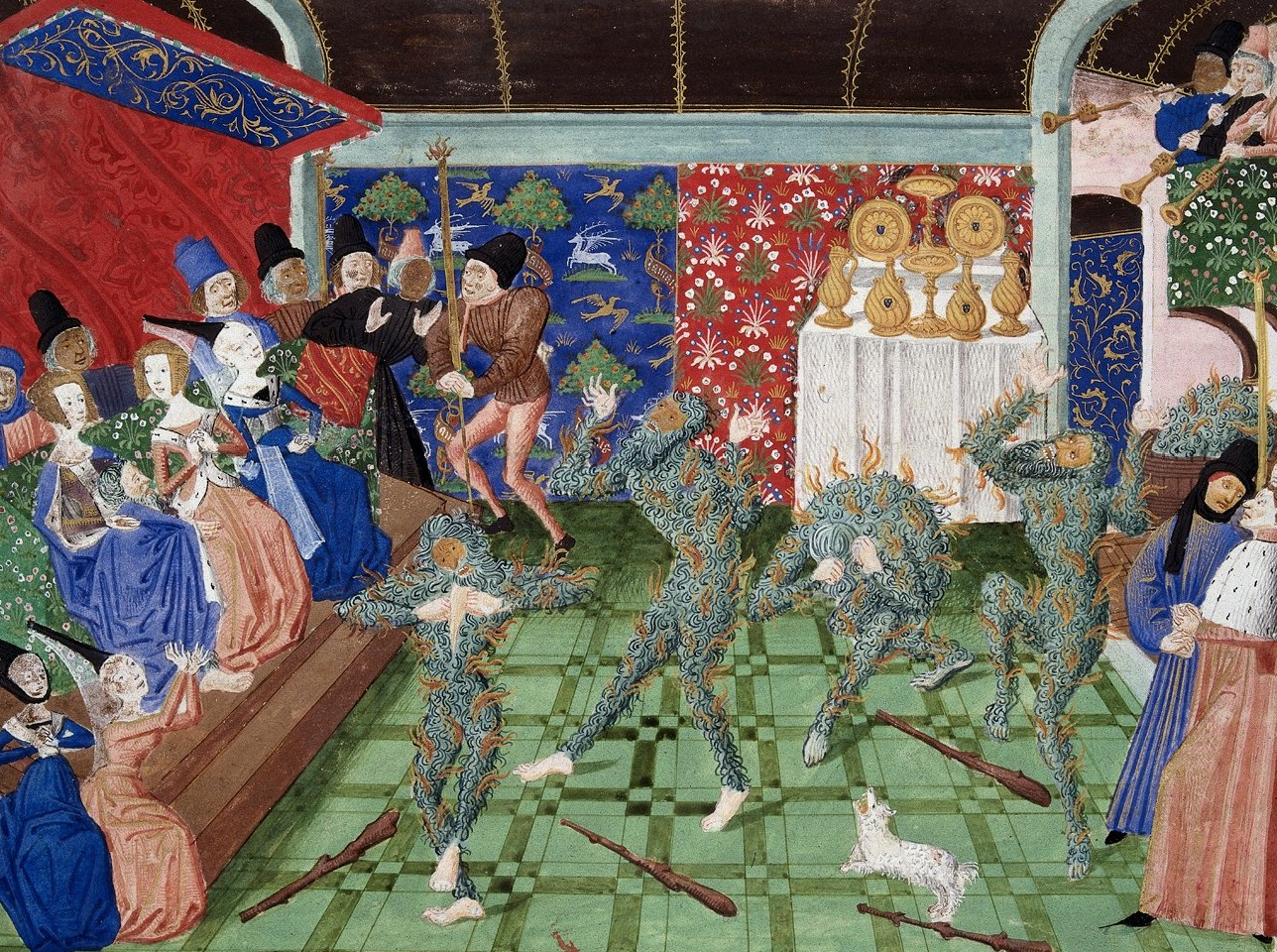
Il Ballo degli Ardenti dipinto in una miniatura del XV secolo estratto da le Cronache di Jean Froissart

Nel gennaio del 1393 la regina Isabella di Baviera organizzò una festa per celebrare il matrimonio di una delle sue dame di corte. Il re e altri cinque nobiluomini si abbigliarono come selvaggi e danzarono incatenati l'un l'altro. Il fratello del sovrano, Luigi di Valois, si avvicinò ubriaco con una torcia accesa. Uno dei danzatori prese fuoco e ci fu il panico. La Duchessa di Berry, che riconobbe Carlo, gli gettò lo strascico addosso salvandogli la vita. Quattro degli altri uomini perirono. Questo incidente divenne famoso come il Ballo degli Ardenti.
Molti resoconti sembrano concordare che l'azione di Luigi fu un incidente; egli stava semplicemente cercando di illuminare i danzatori per capire la loro identità. Secondo una cronaca del tempo, invece, Luigi "lanciò" la torcia a uno dei danzatori. In seguito il fratello del re ebbe una relazione con la regina e fu ucciso dal suo avversario politico Giovanni di Borgogna nel 1407.
Pierre Salmon, segretario reale di Carlo, spese molto tempo in discussioni con il re, mentre soffriva di psicosi intermittenti, ma inabilitanti. Nello sforzo di trovare una cura alla malattia del sovrano, di stabilizzare la turbolenta situazione politica e di garantirsi il suo futuro, Salmon coordinò la produzione di due distinte versioni dei bellissimi manuali miniati sulla buona monarchia, noti come i Dialoghi di Pierre Salmon.

### Trattando con l'Inghilterra

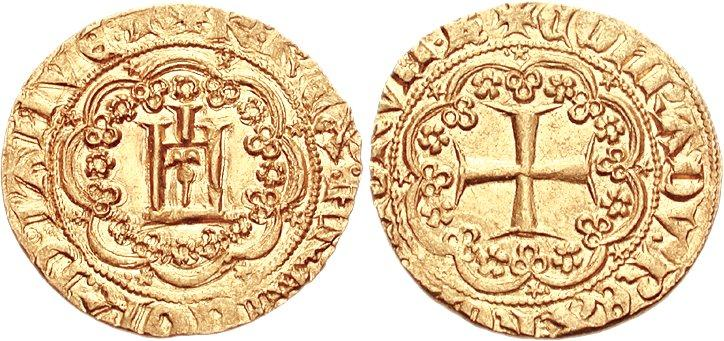
Genovino di Carlo VI durante la dedizione francese della Repubblica di Genova tra il 1396 e il 1409.

Il regno di Carlo VI fu segnato dalla guerra continua con gli inglesi (guerra dei cent'anni). Un primo tentativo di pacificazione avvenne nel 1396, quando Isabella, la figlia di appena sette anni, sposò il ventinovenne Riccardo II d'Inghilterra. La pace in Francia non resse. L'antagonismo tra la famiglia reale e la casa di Borgogna portò al caos e all'anarchia. Avvantaggiandosi di ciò, Enrico V d'Inghilterra condusse un'invasione che culminò nel 1415, quando l'esercito francese fu sconfitto nella battaglia di Azincourt (o Agincourt).
Nel 1420 Carlo, ora totalmente incapace a causa della malattia, firmò il trattato di Troyes, il quale riconosceva Enrico d'Inghilterra come suo successore, dichiarava suo figlio Carlo un bastardo e cedeva in matrimonio sua figlia, Caterina di Valois, a Enrico. Molti cittadini, inclusa Giovanna d'Arco, credettero che il re avesse acconsentito a questi termini disastrosi e senza precedenti solo a causa della sua malattia mentale e che di conseguenza la Francia non poteva rispettarli.
Carlo VI morì nel 1422 a Parigi e fu sepolto con sua moglie, Isabella di Baviera, nella Basilica di Saint-Denis. Gli succedette il figlio Carlo VII. Per ironia della sorte, Caterina di Valois trasmise la malattia mentale del padre a suo figlio, Enrico VI d'Inghilterra, e la sua impossibilità a governare favorì lo scoppio della guerra delle due rose.

## Discendenza
Carlo e Isabella ebbero dodici figli:
- Carlo (26 settembre 1386 – 28 dicembre 1386);
- Giovanna (14 giugno 1388 – 1390);
- Isabella (9 novembre 1389 – 13 settembre 1409), sposò Riccardo II d'Inghilterra e dopo la sua morte, sposò Carlo, duca d'Orléans;
- Giovanna (24 gennaio 1391 – 27 settembre 1433), sposò Giovanni VI di Bretagna;
- Carlo (6 febbraio 1392 – 13 gennaio 1401);
- Maria (24 agosto 1393 – 19 agosto 1438), una badessa;
- Michela (11 gennaio 1395 – 8 luglio 1422), sposò Filippo III, Duca di Borgogna;
- Luigi, Duca di Guyenna (22 gennaio 1397 – 18 dicembre 1415), sposò Margherita di Borgogna;
- Giovanni, duca di Turenna (31 agosto 1398 – 4 aprile 1417), sposò Giacomina di Hainaut, figlia del conte d'Olanda, Zelanda e Hainaut, Guglielmo II di Baviera-Straubing;
- Caterina di Valois (27 ottobre 1401 – 3 gennaio 1437), sposò Enrico V d'Inghilterra e Owen Tudor;
- Carlo (22 febbraio 1403 – 21 luglio 1461), futuro re di Francia, sposò Maria d'Angiò;
- Filippo (n. e m. 10 novembre 1407).

Carlo VI ebbe anche una figlia illegittima da Odette de Champdivers:
- Margherita, bastarda di Francia (1407–1458).

## Ascendenza
|                        |                    |                                        | Genitori                      |  |  | Nonni |  |  | Bisnonni              |  |  | Trisnonni       |  |
|                        |                    |                                        |                               |  |  |       |  |  | Filippo VI di Francia |  |  | Carlo di Valois |  |
|                        |                    |                                        |                               |  |  |       |  |  | Filippo VI di Francia |  |  | Carlo di Valois |  |
|                        |                    | Margherita d'Angiò, contessa di Valois |                               |  |  |       |  |  | Filippo VI di Francia |  |  |                 |  |
| Giovanni II di Francia |                    |                                        |                               |  |  |       |  |  | Filippo VI di Francia |  |  |                 |  |
|                        |                    | Giovanna di Borgogna                   | Roberto II di Borgogna        |  |  |       |  |  |                       |  |  |                 |  |
|                        |                    | Giovanna di Borgogna                   | Roberto II di Borgogna        |  |  |       |  |  |                       |  |  |                 |  |
|                        |                    | Giovanna di Borgogna                   | Agnese di Francia             |  |  |       |  |  |                       |  |  |                 |  |
| Carlo V di Francia     |                    | Giovanna di Borgogna                   |                               |  |  |       |  |  |                       |  |  |                 |  |
|                        |                    | Giovanni I di Lussemburgo              | Enrico VII di Lussemburgo     |  |  |       |  |  |                       |  |  |                 |  |
|                        |                    | Giovanni I di Lussemburgo              | Enrico VII di Lussemburgo     |  |  |       |  |  |                       |  |  |                 |  |
|                        |                    | Giovanni I di Lussemburgo              | Margherita di Lussemburgo     |  |  |       |  |  |                       |  |  |                 |  |
| Bona di Lussemburgo    |                    | Giovanni I di Lussemburgo              |                               |  |  |       |  |  |                       |  |  |                 |  |
|                        |                    | Elisabetta di Boemia                   | Venceslao II di Boemia        |  |  |       |  |  |                       |  |  |                 |  |
|                        |                    | Elisabetta di Boemia                   | Venceslao II di Boemia        |  |  |       |  |  |                       |  |  |                 |  |
|                        |                    | Elisabetta di Boemia                   | Giuditta d'Asburgo            |  |  |       |  |  |                       |  |  |                 |  |
| Carlo VI di Francia    |                    | Elisabetta di Boemia                   |                               |  |  |       |  |  |                       |  |  |                 |  |
|                        | Luigi I di Borbone | Roberto di Clermont                    |                               |  |  |       |  |  |                       |  |  |                 |  |
|                        | Luigi I di Borbone | Roberto di Clermont                    |                               |  |  |       |  |  |                       |  |  |                 |  |
|                        | Luigi I di Borbone | Beatrice di Borgogna-Borbone           |                               |  |  |       |  |  |                       |  |  |                 |  |
| Pietro I di Borbone    | Luigi I di Borbone |                                        |                               |  |  |       |  |  |                       |  |  |                 |  |
|                        |                    | Maria d'Avesnes                        | Giovanni I di Hainaut         |  |  |       |  |  |                       |  |  |                 |  |
|                        |                    | Maria d'Avesnes                        | Giovanni I di Hainaut         |  |  |       |  |  |                       |  |  |                 |  |
|                        |                    | Maria d'Avesnes                        | Filippa di Lussemburgo        |  |  |       |  |  |                       |  |  |                 |  |
| Giovanna di Borbone    |                    | Maria d'Avesnes                        |                               |  |  |       |  |  |                       |  |  |                 |  |
|                        |                    | Carlo di Valois                        | Filippo III di Francia        |  |  |       |  |  |                       |  |  |                 |  |
|                        |                    | Carlo di Valois                        | Filippo III di Francia        |  |  |       |  |  |                       |  |  |                 |  |
|                        |                    | Carlo di Valois                        | Isabella d'Aragona            |  |  |       |  |  |                       |  |  |                 |  |
| Isabella di Valois     |                    | Carlo di Valois                        |                               |  |  |       |  |  |                       |  |  |                 |  |
|                        |                    | Mahaut di Châtillon                    | Guido IV, conte di Saint-Paul |  |  |       |  |  |                       |  |  |                 |  |
|                        |                    | Mahaut di Châtillon                    | Guido IV, conte di Saint-Paul |  |  |       |  |  |                       |  |  |                 |  |
|                        |                    | Mahaut di Châtillon                    | Maria di Bretagna             |  |  |       |  |  |                       |  |  |                 |  |
|                        |                    | Mahaut di Châtillon                    |                               |  |  |       |  |  |                       |  |  |                 |  |